# 系統樹説

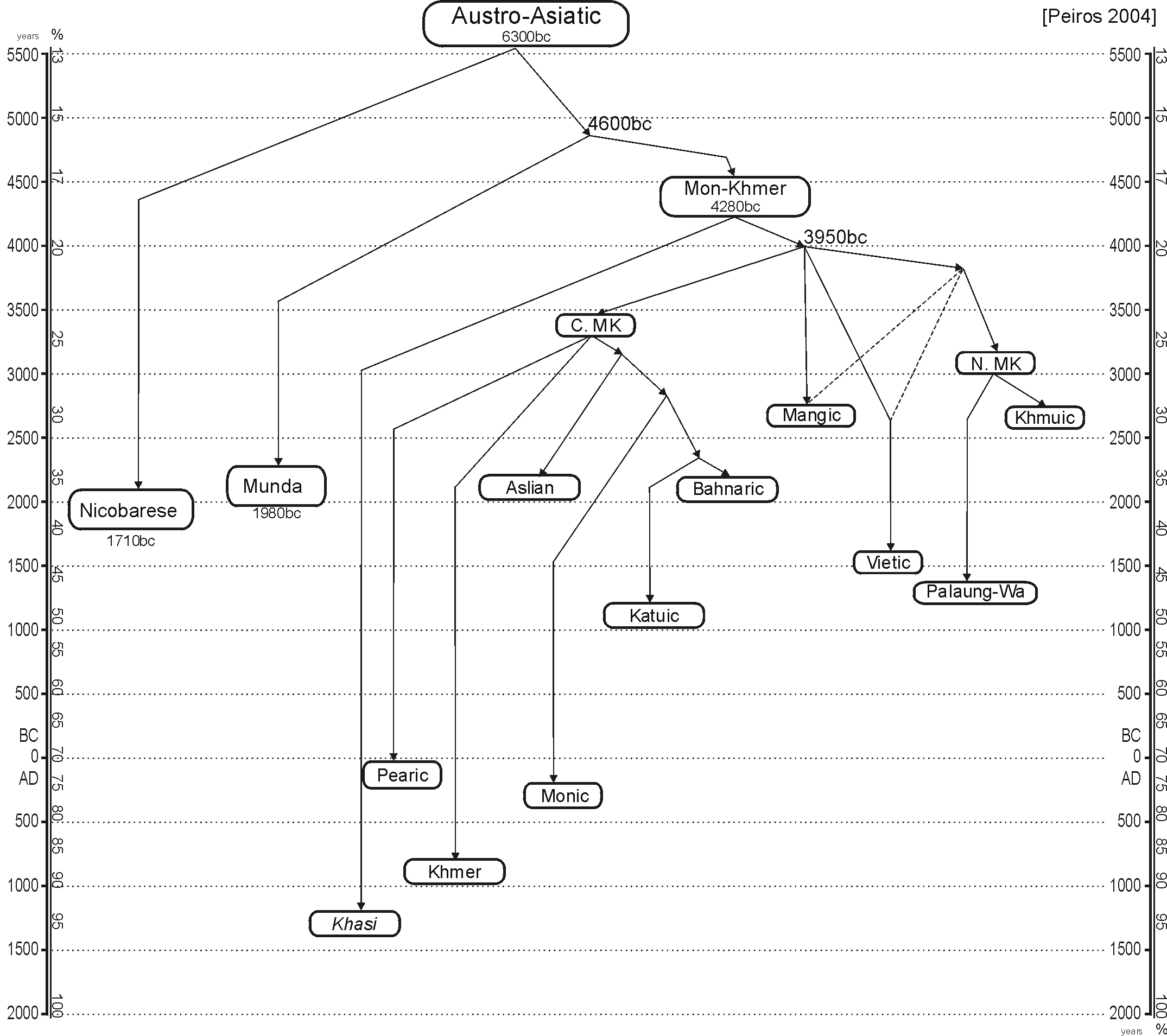
オーストロアジア語族の系統樹

マヤ語の系統樹

系統樹説（けいとうじゅせつ）とは単一の祖語から枝分かれして様々な言語が派生するという説である。アウグスト・シュライヒャーが提唱して以来、比較言語学の基礎となった。系統樹説で用いられる系統樹モデル（tree model）とは歴史言語学において、言語の変化を家系図の概念の類推によって描くモデルである。概念としては生物の系統樹と同じである。系統樹のノードにあたる部分は祖語である。
系統樹説に対する説としてヨハネス・シュミットらによる言語接触を説明する波紋説がある。実際のところ、言語は分化と接触を繰り返しており、系統樹説と波紋説はどちらも間違っていないといえる。混淆を考慮した「ネットワーク系統樹」が有効な場合もある。

## 参考
- 斎藤純男、西村義村（2015）『明解言語学辞典』三省堂